# Геральдичне товариство у Львові
Геральдичне товариство у Львові (1906–1925) потім Польське геральдичне товариство у Варшаві (1925–1939) — громадське науково-просвітницьке товариство, яке об'єднувало науковців, митців, любителів та знавців геральдики. Започатковане 1906 року у Львові. Своїм завданням визначало дослідження у галузі геральдики та генеалогії, а також дисциплін, що тісно пов'язані з ними.
Активними членами товариства у різний час були відомі дослідники царини спеціальних історичних дисциплін: З.Люба-Радзимінський, В.Семкович, О.Яблонський, А.Прохаска, Х.Полячкувна, К.Соханевич, О.Халецький. Від 1908 налагоджено випуск двох періодичних видань товариства, що виходили друком польською мовою: «Miesiěcznik Heraldyczny» i «Rocznik Towarzystwa Heraldycznego we Lwowie». На їхніх сторінках висвітлювалися питання джерелознавства, теорія й бібліографія геральдики, генеалогія шляхетських родів, середньовічні гербовники, різнорідний сфрагістичний матеріал. Серед їхніх публікацій, зокрема, — статті Б.Барвінського «Печатки галицько-володимирських бояр першої половини XIV ст.» і М.Гайсига «Невідома найдавніша печатка лави м. Львова». 1925 року товариство змінило назву на Польське геральдичне товариство з перенесенням осередку до Варшави. Проіснувало до 1939.